# Struktura danych

Struktura danych znana jako tablica haszująca

Struktura danych (ang. data structure) – sposób przechowywania danych w pamięci komputera. Na strukturach danych operują algorytmy.
Podczas implementacji programu programista często staje przed wyborem między różnymi strukturami danych, aby uzyskać pożądany efekt. Odpowiedni wybór może zmniejszyć złożoność obliczeniową, ale z drugiej strony trudność implementacji danej struktury może stanowić istotną przeszkodę.
Ponieważ struktury danych są w programie rzeczą szczególnie istotną, wiele języków programowania wspiera programistę, dostarczając bibliotekę standardową z zaimplementowanymi różnorodnymi strukturami danych. Można tu wymienić Standard Template Library w C++, API języka Java oraz platformę .NET.
Próbą połączenia idei struktur danych i algorytmów jest paradygmat programowania obiektowego.

## Przykłady struktur danych
Przykładowe struktury danych to:

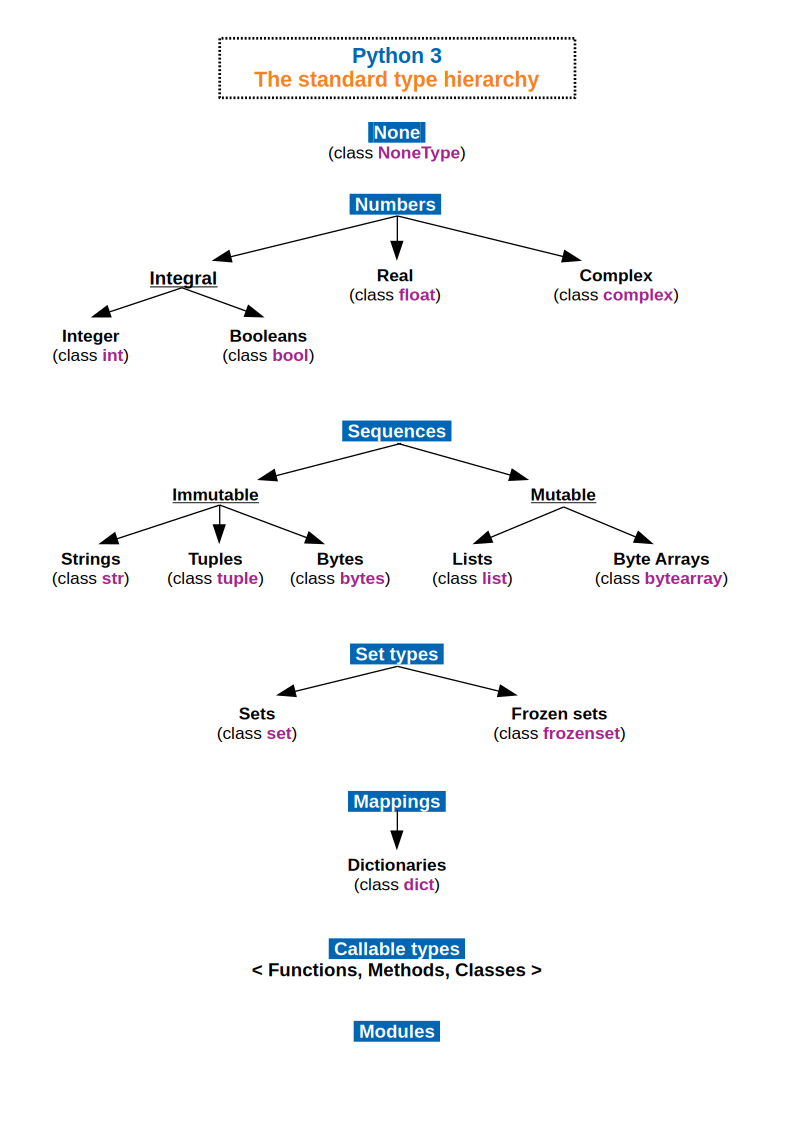

- rekord lub struktura (ang. record, struct), logiczny odpowiednik to krotka
- tablica
- lista
- stos
- kolejka
- drzewo i jego liczne odmiany (np. drzewo binarne)
- graf
- kopiec